# Motor boxer
O motor boxer é uma espécie de motor de combustão interna cujos pistões são contrapostos e trabalham paralelamente ao solo.
Os motores boxer têm os colos do virabrequim onde se ligam as bielas, distintos. Ao contrário de um motor em V que os colos são duplos e em cada colo vão duas bielas (uma para cada lado com seu respectivo ângulo) os motores boxer trabalham de forma alternada, onde cada colo aloja uma única biela.

## Uso em automóveis
- Alfa Romeo
  - Alfa Romeo Alfasud
  - Alfa Romeo Arna
  - Alfa Romeo 33
  - Alfa Romeo Sprint
  - Alfa Romeo 145
  - Alfa Romeo 146

- Citroën
  - Citroën 2CV;
  - Citroën Méhari;
  - Citroën Dyane;
  - Citroën Ami 6;
  - Citroën Visa Club;

- Volkswagen - é o fabricante de automóveis que produziu o maior volume de motores boxer, para os seguintes modelos:
  - Fusca/Carocha;
  - Brasília;
  - Kombi até 2005;
  - Variant/TL;
  - SP1/SP2;
  - Gol até 86.

- Porsche - vem utilizando esta configuração na maior parte dos automóveis produzidos, dentre eles podemos citar:
  - Porsche 356;
  - Porsche Cayman;
  - Porsche Boxster;
  - Porsche 959;
  - Porsche 911.

- Subaru - produz motores de 4 e de 6 cilindros, denominados pela empresa "H4" e "H6" para diversos modelos dentre eles:
  - Subaru Alcyone SVX;
  - Subaru Impreza WRX STI, inclusive no Mundial de Rali (WRC).
  - Subaru Legacy.

- Tatra - este fabricante da antiga Checoslováquia produziu diversos modelos com motor boxer.

- Gurgel - antigo fabricante brasileiro 2 cilindros:
  - BR-800;
  - Supermini.

- Ford - Inicialmente o motor adotado por esta empresa foi o Boxer de dois cilindros:
  - Ford "Modelo A" (1903–1904).

## Uso em Motocicletas
Os motores boxer são usados em motocicletas, principalmente nas de grande porte, com o "trem de força" montado longitudinalmente, ou seja: a transmissão da potência para a roda feita através de eixo cardã e motor montado com o virabrequim no sentido longitudinal.
Os seguintes fabricantes produzem motocicletas com motores boxer:
- BMW
- Honda - modelo GL Gold Wing, motor de 4 ou 6 cilindros.